# Liwaito
Liwaito /liwai =waving/, maleno pleme ili tribelet i selo Hill Patwin Indijanaca, porodica Copehan, nekad na području današnjeg Winters u okrugu Yolo, Kalifornija. 

## Vanjske poveznice
- Copehan Indian Tribe